# De Indische Waterlelies

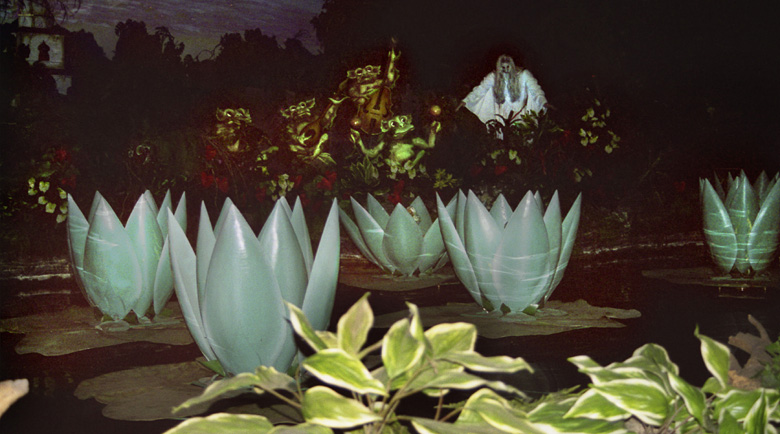
De Waterlelies sluiten

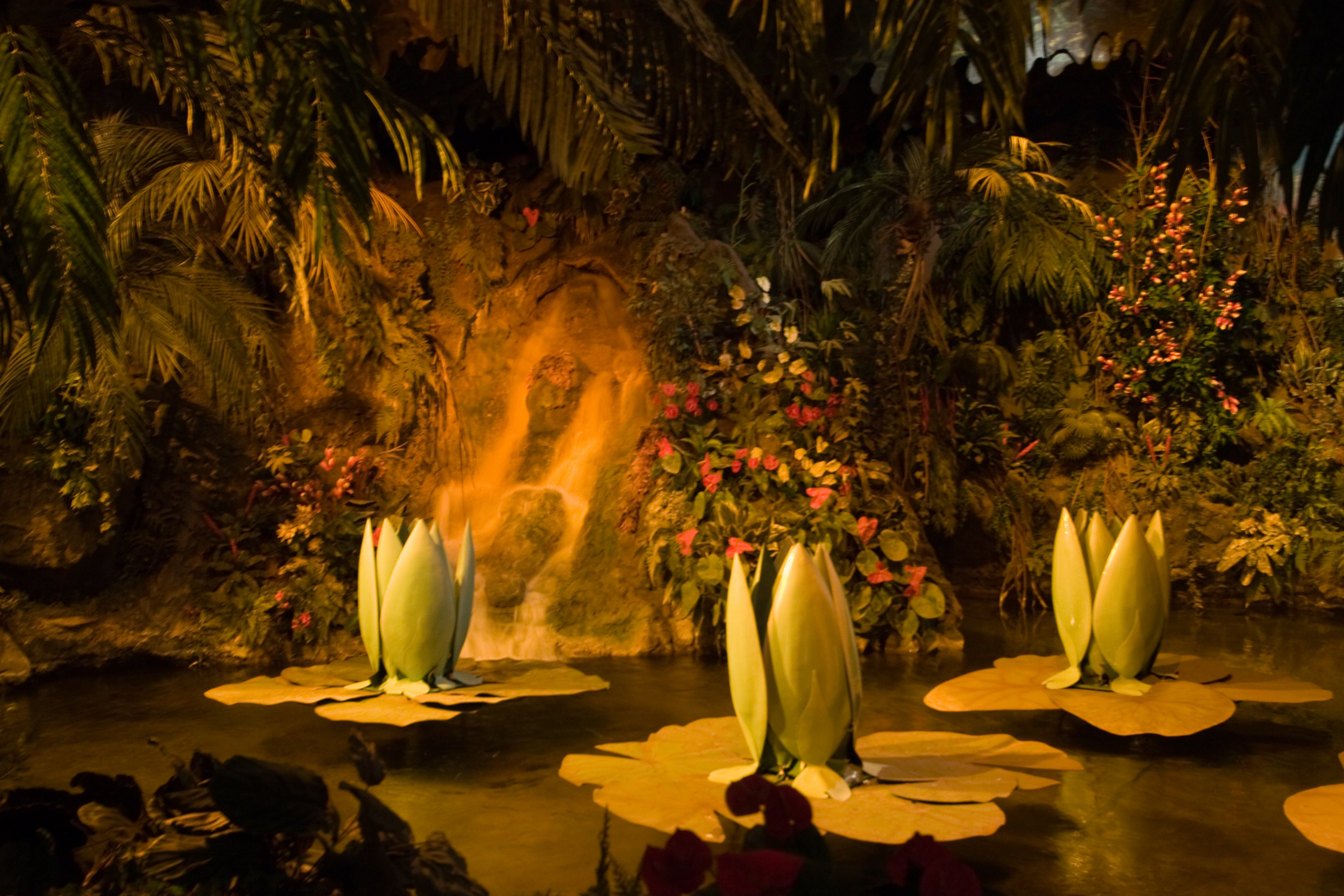
De Waterlelies zijn gesloten

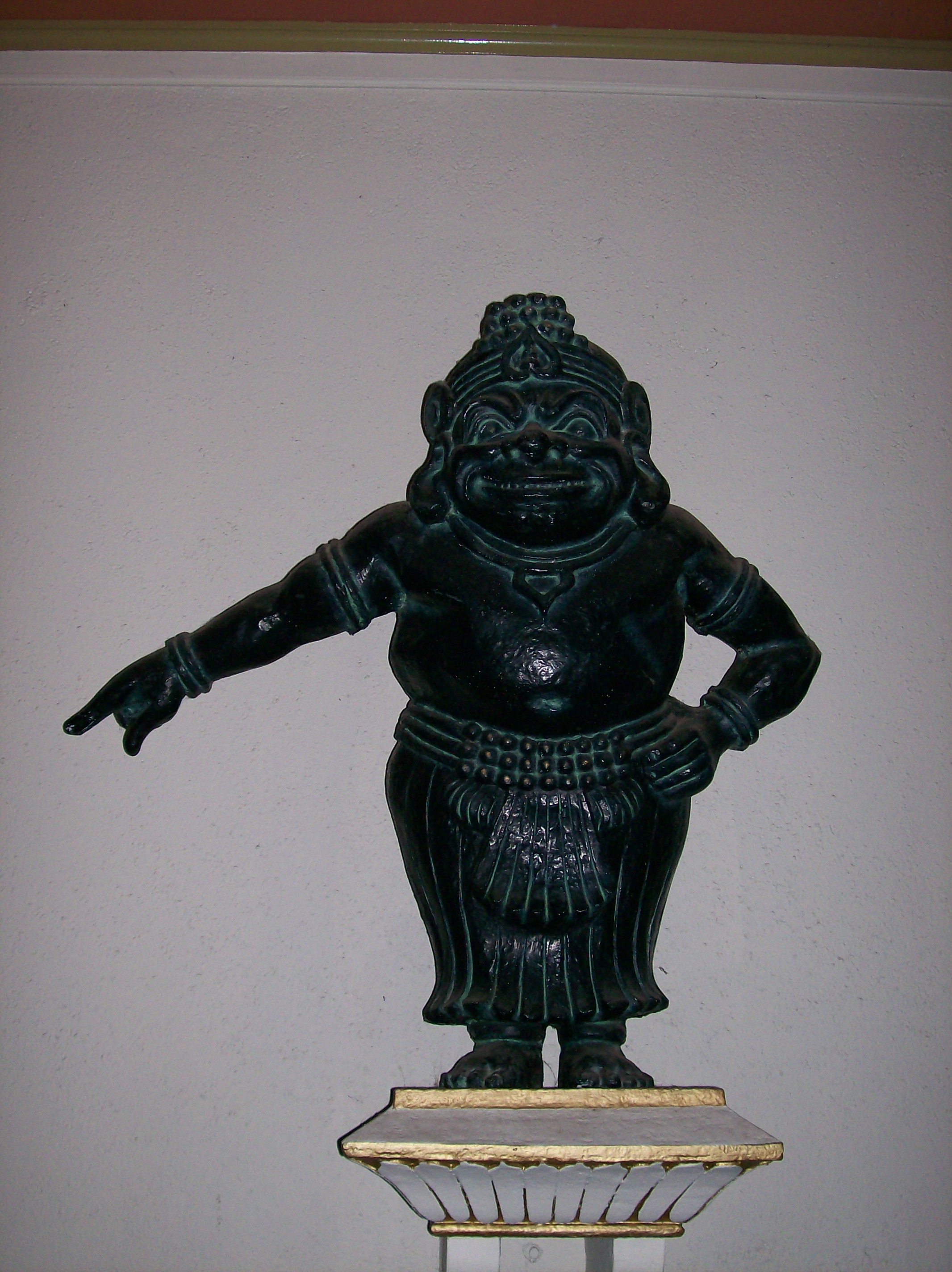
Naar de ingang

De Indische Waterlelies is een sprookje dat zich afspeelt in Indië. Het is geschreven door de Belgische koningin Fabiola en is te vinden in het boek 'De Twaalf Wonderlijke Sprookjes'.
Het sprookje gaat over een heks die dansende sterrenkinderen verandert in waterlelies omdat zij jaloers is op hun schoonheid.

## Het sprookje in de Efteling
De meeste mensen kennen het sprookje vooral door de uitbeelding ervan in het Sprookjesbos in attractiepark De Efteling.
In 1966 werd het sprookje gerealiseerd ter gelegenheid van het vijftienjarige bestaan van het park. Het sprookje opent met een verhaal. Bij de opening van de attractie werd dit verhaal verteld door: Reny de Lannée de Betrancourt. Betrancourt werkte op het kantoor van de Efteling, zij had een wedstrijd gewonnen die werd gehouden onder het personeel, getiteld: "Op zoek naar een toepasselijke stem voor de narratie van het sprookje van Fabiola".  Tussen 2009 en 2015 was de stem van Paul de Leeuw te horen. Volgend op een algehele renovatie in oktober 2015 klinkt opnieuw de stem van Reny de Lannée de Betrancourt. Na het verhaal volgt de heksenzang, gezongen door de Peruaanse stemkunstenares Yma Súmac en afkomstig uit de door haar vertolkte traditionele hymne van de Inca's, de Taita Inty of Maagd van de Zonnegod.
Na het inleidende heksengezang gaan de zeven waterlelies open en de sterrenkinderen die erin te zien zijn, dansen op de maat van de muziek. Verder wordt het sprookje begeleid door een kikkerorkest en een ganzenensemble dat speelt op de klanken van het door Bert Kaempfert gecomponeerde en uitgevoerde muziekstuk Afrikaan Beat. Voor de uitbeelding van het sprookje in de Efteling is wel een nieuwe versie van het muziekstuk opgenomen.
Het echtpaar Wim en Jeanne Stelleman vervaardigde op verzoek van Peter Reijnders en Anton Pieck het fijnmechanisme van het sprookje. Het toegepaste luchtdruksysteem werkte met ponsplaten, waarmee de figuren werden geactiveerd (vergelijkbaar met de draaiorgelboeken die bij draaiorgels gebruikt worden). Later is het systeem overgezet naar een computermechanisme.

## Het verhaal
Aan het eind van een zekere nacht bleven enkele sterren, ondanks een oproep van de Maangodin om mee terug naar de hemel te gaan, op het water dansen. Als straf voor hun ongehoorzaamheid veranderde een heks hen in waterlelies.

## Wetenswaardigheden
- Volgens velen gaat het om Indonesische waterlelies. Het sprookje vertoont overeenkomsten met het Indonesische volksverhaal Dewi Nawang Wulan, waarin een nimf op aarde gevangengenomen wordt. De wachters die het sprookje in de Efteling bewaken, lijken op beelden die men bij Indonesische boeddhistische tempels kan aantreffen. Volgens de beschrijving is het sprookje echter afkomstig uit India: 'De Indische Waterlelies'. 'Indisch' moet hier gezien worden als 'afkomstig uit de regio Indië'.
- In april 1978 verscheen het Suske en Wiskealbum De Efteling-elfjes dat zich grotendeels in de Efteling afspeelt. Het sprookje van Fabiola speelt een grote rol.
- Het sprookje speelt ook een rol in De holle heks (1985), een album uit de stripreeks van Jerom.

## Trivia
- In 1981 werd de heks vernieuwd.

- Begin 1990 werden de rotsen vernieuwd.
- In 1996 werd een grote renovatie uitgevoerd waarbij de rotsen opnieuw geverfd werden, de feeën vervangen en sterrenlampjes aangepast.
- In 1998 is de rotspartij aangepast toen het Openluchttheater werd gebouwd.
- In 2001 werden de wachters en de vijver gerenoveerd.
- In 2015 vond een grote renovatie plaats. Varens werden toegevoegd, banken vervangen, de wachters opgepoetst, de kikkers opgefrist, ...
- In 2019 werd de uitgangtunnel van het sprookje gerenoveerd.
- In 2021 werden de rotsen en de ingangtunnel geheel vernieuwd.

- Het sprookjesboek, dat een korte samenvatting van het sprookje geeft, werd in 2000 toegevoegd en vernieuwd in 2013.